# Музей на словашкото село
Музеят на словашкото село (на словашки: Múzeum slovenskej dediny) е голям музей на открито в покрайнините на северния словашки град Мартин.
Основан е през 1960-те години от Словашкия национален музей в Мартин. Музеят представя традиционната архитектура на Северозападна Словакия и начина на живот в традиционна селска общност от края на XIX и началото на XX век.
На площ от 15,5 хектара са разположени 129 жилищни, селскостопански, обществени и религиозни сгради. Има пожарна, дървена ренесансова камбанария, начално училище и е представена изложбата „Романо дром“ („Пътят на циганите“). В музеят на открито са представени също така техниките за отглеждане на лен, производство на олио и тъкане на традиционни дрехи. Сградите са от различни региони на Словакия – Орава, Липтов, Туриец, Кисуце-Подяворники. 22 обекта (предимно земеделски стопанства) са обзаведени и отворени за посетители. Селскостопанските изложби представят отглеждането на местни растения – дървета, подправки, лечебни и магически билки.
Всяка година се провеждат различни събития, представящи трядиционни професии, производства, занаяти, празненства и фолклор.